# Current Applied Physics
Current Applied Physics  is een internationaal, aan collegiale toetsing onderworpen wetenschappelijk tijdschrift op het gebied van de natuurkunde. De naam wordt in literatuurverwijzingen meestal afgekort tot Curr. Appl. Phys.
Het wordt uitgegeven door Elsevier namens de Korean Physical Society en verschijnt elke twee weken.
Het eerste nummer verscheen in 2001.